# エニセイ語族
エニセイ語族（えにせいごぞく、Yeniseian languages）はシベリアのエニセイ川流域に分布する語族。ケット語のみが現存する。便宜上「古シベリア諸語」に含まれることがあるが、他のシベリアの言語とは大きく異なる。

## 分類
プロト・エニセイ語 （紀元前500年以前; 紀元1世紀に分岐）
- 北エニセイ語群 （紀元後700年に分岐）
  - ケット語 （話者200人）
  - ユグ語† （死語、1990年）
- 南エニセイ語群 
  - Kott–Assan語群（紀元後1200年に分岐）
    - コット語† （死語、1800年代）
    - アッサン語† （死語、1800年代）

  - Arin–Pumpokol語群（紀元後550年に分岐） 
    - アリン語† （死語、1800年）
    - プンポコル語† （死語、1750年）

（英語版より）

## 特徴
文法的には抱合語に属す。シベリアの言語では珍しい声調がみられる。

## 歴史
エニセイ語族はパレオ・エスキモーの言語との関連性が指摘されており、ベーリンジアから逆移住を示すとされる。また、匈奴=フン族の言語、羯の言語がエニセイ語族であったとする見方があるが推測であって根拠は全くない。

## 他の語族との近縁関係

### デネ・エニセイ語族
エニセイ語族は抱合語・能格言語的な特徴や、人称代名詞などに関して、北米先住民のナ・デネ語族や、ヒマラヤ西側のブルシャスキー語などに似た点もあり、これらと同系統とする説もあったが、言語学的に広く認められたものではなかった。しかし、2008年にエドワード・ヴァイダによりエニセイ語族とナ・デネ語族が同系統であるとする仮説が提唱された。この2つの語族を合わせてデネ・エニセイ語族という呼称が提案されている。

### シナ・チベット語族
エニセイ語族とシナ・チベット語族が近縁という説は存在するが根拠は少ない。

### デネ・コーカサス語族仮説
より広範囲では、上述のナデネ語族やシナチベット語族の他に、北コーカサス語族、ブルシャスキー語、バスク語族等も含めたデネ・コーカサス語族が提唱されているが少数説で根拠は殆どない。